# سارفيبالي راذاكريشنان
سارفيبالي راذاكريشنان (5 سبتمبر 1888  – 17 أبريل 1975) هو فيلسوف ورجل دولة هندي عمل كأول نائب رئيس للهند (1952 – 1962)، وكان ثاني رئيس للهند (1962 – 1967).
كان راذاكريشنان أحد ألمع علماء الهند في القرن العشرين في اختصاص الأديان المقارنة والفلسفة. بعد أن أتمّ تعليمه في كلية مدراس المسيحية، عمل كأستاذ فلسفة مساعد في جامعة ميسور (1918 – 1921)، وفي جامعة الملك جورج كنائب عميد لكلية العلوم الصحية والأخلاقية في جامعة كالكتا (1921 – 1932)، وأستاذ الديانات الشرقية والأخلاق في جامعة أوكسفورد (1936 – 1952)، وبذلك كان أول هندي يحصل على كرسي أستاذية في جامعة أكسفورد. عمل كمحاضِر في كلية مانشيستر بأكسفورد في 1926 و1929 و1930، وعُيّن كمحاضِر في الأديان المقارنة في جامعة شيكاغو.
كان لفلسفته جذورٌ في مذهب أدفايتا، إذ أعاد تفسير هذا الاتجاه ليُفهم في العصر الحالي. دافع عن الهندوسية ضد «النقد الغربي غير المُطّلع»، مسهمًا بذلك في تشكيل الهوية الهندوسية المعاصرة. كان له أثرٌ بارز في صياغة فهم الهندوسية، لا في الهند فحسب، بل في الغرب أيضًا، وحاز على شهرة واسعة كباني جسور ثقافية بين الهند والغرب.
تلقى راذاكريشنان العديد من الجوائز التشريفية في حياته، بما فيها وسام الفروسية في عام 1931، وجائزة بهارات راتنا، وهي أعلى وسام مدني في الهند في عام 1954، وعضوية فخرية في وسام الاستحقاق الملكي البريطاني في 1963. كان أيضًا من أوائل مؤسسي جمعية هيلبيج إنديا، وهي منظمة غير ربحية للعناية بكبار السن والطبقات المحرومة في الهند. كان راذاكريشنان يؤمن بأنه «يجب على المعلمين أن يكونوا في طليعة العقول المبدعة في البلاد». منذ عام 1962، بدأت الهند الاحتفال بعيد المعلم في يوم عيد ميلاد راذاكريشنان، الموافق للخامس من سبتمبر من كل عام.

## السيرة الذاتية

### نشأته
وُلِد سارفيبالي راذاكريشنان لعائلة هندية براهمية ناطقة بلغة تيلوغو في تيروتاني في مقاطعة مدراس السابقة. والده سارفيبالي فيراسوامي ووالدته سارفيبالي سيتا (سيتاما). أمضى سنواته الأولى في تيروتاني وتيروباتي. كان والده موظف جباية برتبة متدنية في خدمة مالك الأراضي المحلي. تلقى تعليمه المبكر في «مدرسة كي.ڤي الثانوية» في تيروتاني. في عام 1896، انتقل إلى مدرسة هيرمانسبُرغ التابعة للإرسالية اللوثرية في تيروباتي والمدرسة الثانوية في مقاطعة والاجابيت.

### تعليمه الجامعي
تلقى راذاكريشنان منحًا دراسية طوال سنوات حياته الأكاديمية. التحق بكلية فورهيس في فيلور لدراسته الثانوية. بعد نيله شهادته الأولى في الآداب، التحق بكلية مدراس المسيحية في سن السابعة عشرة، وتخرج منها في عام 1906، وحصل منها على شهادة الماجستير.
درس راذاكريشنان الفلسفة صدفةً لا عن سابق تخطيط. نظرًا إلى محدودية موارده المالية، بعد تخرج ابن عم له من نفس الكلية، أخذ راذاكريشنان مقررات ابن عمه الدراسية الخاصة بالفلسفة، وهكذا أصبحت الفلسفة بشكل تلقائي اختصاص راذاكريشنان.
كتب راذاكريشنان أطروحته للماجستير بعنوان «أخلاقيات الفيدانتا وافتراضاتها الميتافيزيقية المسبقة»، وكانت هذه الأطروحة مقدمة «بهدف الرد على الانتقادات الزاعمة أنه لا مجال للأخلاق في فلسفة فيدانتا».
وفقًا لما ذكره راذاكريشنان نفسه، فالانتقادات التي وجهها أساتذته الجامعيون المسيحيون للثقافة الهندية «هزت إيماني وزعزعت الأساسات التقليدية التي بنيتها عليه».
دفعه هذا إلى إعادة دراسة نقدية للفلسفة والديانة الهندية، وحياةً أمضاها في الدفاع عن الهندوسية ضد ما أسماه «النقد الغربي المضلل». رغم ذلك، امتدح راذاكريشنان أستاذه هوغ قائلًا: «إنه أستاذي المبجل وأحد أعظم المفكرين المسيحيين الذي كانوا عندنا في الهند».
كتب عميد الكلية البروفيسور وليام سكينر توصيةً لراذاكريشنان ذكر فيها أنه «أحد أفضل الطلاب الذين درسوا عندنا ولم يكن له مثيل منذ سنوات»، وساعدت هذه التوصية راذاكريشنان على الحصول على عمل في جامعة مدراس. وعرفانًا بجميل سكينر عليه، ذكر راذاكريشنان سكينر في إهداء أحد كتبه.

### عمله الأكاديمي
في أبريل 1909، عُيّن راذاكريشنان في قسم الفلسفة في جامعة مدراس بيزيدنسي. بعد ذلك في عام 1918، اختير كبروفيسور للفلسفة في جامعة ميسور التي درس بها. بحلول ذلك الوقت، كان قد كتب العديد من المقالات للمجلات العلمية الرصينة مثل ذا كويست، ودورية الفلسفة، الدورية الدولية للأخلاق. أكمل أيضًا كتابه الأول الذي كان بعنوان فلسفة روبندرونات طاغور. رأى راذاكريشنان في فلسفة طاغور «التجسيد الحقيقي للروح الهندية». نُشر كتابه الثاني في عام 1920 بعنوان عصر الدين في الفلسفة المعاصرة.
في عام 1921، عُين أستاذًا للفلسفة ليشغل منصب نائب عميد كلية العلوم العقلية والأخلاقية في جامعة كالكوتا. مثل راذاكريشنان بلاده في مؤتمر جامعات الإمبراطورية البريطانية في يونيو 1926 والمؤتمر الدولي للفلسفة في جامعة هارفارد في سبتمبر 1926.
يجدر بالذكر كذلك الحدث الأكاديمي البارز في حياة راذاكريشنان، وهو دعوته إلى إلقاء محاضرة هيبرت عن المُثُل العليا في الحياة في كلية مانتشيستر بأوكسفورد في عام 1929 والتي نُشرت فيما بعد على شكل كتاب بعنوان «نظرة مثالية إلى الحياة».
في عام 1929، دُعي راذاكريشنان ليشغل المنصب الذي تركه العميد ج. إيستلين كاربينتر في كلية مانشستر. منحه هذا المنصب الفرصة لكي يحاضر في جامعة أكسفورد في الأديان المقارنة. اعترافًا بخدماته، كرمه الملك جورج الخامس في يونيو 1931 بلقب الحاكم العام للهند، وإيرل ويلينغدون في أبريل 1932.
على كل حال، تخلى راذاكريشنان عن اللقب بعد استقلال الهند، مفضلًا لقبه الأكاديمي «دكتور».
عمل راذاكريشنان كنائب رئيس جامعة أندارا من عام 1930 حتى 1936. في عام 1936، أصبح راذاكريشنان بروفيسور الأديان الشرقية والأخلاق في جامعة أكسفورد، وانتُخب كزميل في كلية أول سولز.
رُشح في نفس العام وفي عام 1937 لجائزة نوبل للآداب. تتالت ترشيحاته للجائزة خلال السنوات التالية حتى الستينيات من القرن العشرين. عمل راذاكريشنان كنائب رئيس جامعة باناراس الهندية من عام 1939 حتى 1948.

### عمله السياسي
بدأ راذاكريشنان عمله السياسي «في سنوات متأخرة من حياته»، بعد نجاحه في العمل الأكاديمي. في عام 1931، رُشح راذاكريشنان للجنة التعاون الفكري التابعة لعصبة الأمم المتحدة، إذ كان «يمثل بالنسبة للقارئ الغربي المرجعية الهندوسية في ما يتعلق بالأفكار الهندية، ومفسرًا قوي الحجة لدور المؤسسات الشرقية في المجتمع المعاصر». بعد استقلال الهند، مثّل راذاكريشنان بلاده في اليونيسكو (1946 – 1952)، وعمل بعد ذلك سفيرًا للهند في الاتحاد السوفيتي من عام 1949 إلى 1952. انتُخب أيضًا في الجمعية التأسيسية للهند.
نتُخب راذاكريشنان كأول نائب رئيس للهند (1952 – 1962) وانتُخب كثاني رئيس للبلاد (1962 – 1967).
لم يكن لراذاكريشنان خلفية حزبية في حزب الكونغرس، ولم يكن عنصرًا في الصراع ضد الحكم البريطاني، فقد كان رجل سياسة يعمل في الظِل.

### عيد المعلم
عندما أصبح رئيسًا للهند، طلب منه بعض طلابه وأصدقائه أن يسمح لهم بالاحتفال بعيد ميلاده. فرد قائلًا:
«بدلًا من الاحتفال بعيد ميلادي، سيشرفني لو يتم الاحتفال بالخامس من سبتمبر كعيد للمعلم».
ومنذ عام 1962، بدأت الهند بالاحتفال بعيد المعلم في يوم عيد ميلاد راذاكريشنان، الخامس من سبتمبر من كل عام.

### أعماله الخيرية
أسس راذاكريشنان مؤسسة كريشناربان الخيرية بدعم من رجل الأعمال الهندي جانشيام داس بيرلا وبعض عمال الخدمة الاجتماعية في فترة ما قبل استقلال الهند.

## دوره في الجمعية التأسيسية الهندية[33]
كان راذاكريشنان معارضًا لتلقين التعليم الديني في المدارس الحكومية كون ذلك يعارض النظرة العلمانية للدولة الهندية.

## روابط خارجية
- سارفيبالي راذاكريشنان على موقع IMDb (الإنجليزية)
- سارفيبالي راذاكريشنان على موقع الموسوعة البريطانية (الإنجليزية)
- سارفيبالي راذاكريشنان على موقع مونزينجر (الألمانية)
- سارفيبالي راذاكريشنان على موقع إن إن دي بي (الإنجليزية)